# Symbiotes impressus
Symbiotes impressus är en skalbaggsart som beskrevs av Dury 1912. Symbiotes impressus ingår i släktet Symbiotes och familjen svampbaggar. Inga underarter finns listade i Catalogue of Life.